# Heteroderes kuluensis
Heteroderes kuluensis is een keversoort uit de familie kniptorren (Elateridae). De wetenschappelijke naam van de soort is voor het eerst geldig gepubliceerd in 1945 door Jagemann.